# Jason Berthomier
Jason Berthomier (Montluçon, 6 gennaio 1990) è un calciatore francese, centrocampista svincolato.

## Caratteristiche tecniche
È un trequartista.

## Carriera
Debutta fra i professionisti il 31 luglio 2015 giocando con la maglia del Bourg-en-Bresse l'incontro di Ligue 2 perso 3-1 contro il Le Havre.

## Statistiche
Statistiche aggiornate al 22 novembre 2020.

### Presenze e reti nei club
| Stagione               | Squadra                | Campionato             | Campionato | Campionato | Coppe nazionali | Coppe nazionali | Coppe nazionali | Coppe continentali | Coppe continentali | Coppe continentali | Altre coppe | Altre coppe | Altre coppe | Totale | Totale | Totale |
| Stagione               | Squadra                | Comp                   | Pres       | Reti       | Comp            | Pres            | Reti            | Comp               | Pres               | Reti               | Comp        | Pres        | Reti        | Pres   | Reti   |        |
| ---------------------- | ---------------------- | ---------------------- | ---------- | ---------- | --------------- | --------------- | --------------- | ------------------ | ------------------ | ------------------ | ----------- | ----------- | ----------- | ------ | ------ | ------ |
| 2010-2011              | Moulins                | CFA                    | 23         | 7          | CF              | 0               | 0               |                    | -                  | -                  |             | -           | -           | 23     | 7      |        |
| 2011-2012              | Moulins                | CFA                    | 29         | 4          | CF              | 0               | 0               |                    | -                  | -                  |             | -           | -           | 29     | 4      |        |
| 2012-2013              | Moulins                | CFA                    | 30         | 10         | CF              | 3               | 0               |                    | -                  | -                  |             | -           | -           | 33     | 10     |        |
| 2013-2014              | Moulins                | CFA                    | 29         | 11         | CF              | 5               | 2               |                    | -                  | -                  |             | -           | -           | 34     | 13     |        |
| Totale Moulins         | Totale Moulins         | Totale Moulins         | 111        | 32         |                 | 8               | 2               |                    | -                  | -                  |             | -           | -           | 119    | 34     |        |
| 2014-2015              | Bourg-en-Bresse        | N                      | 32         | 6          | CF+CdL          | 0               | 0               |                    | -                  | -                  |             | -           | -           | 32     | 6      |        |
| 2015-2016              | Bourg-en-Bresse        | L2                     | 37         | 6          | CF+CdL          | 4+4             | 1+0             |                    | -                  | -                  |             | -           | -           | 45     | 7      |        |
| 2016-2017              | Bourg-en-Bresse        | L2                     | 35         | 9          | CF+CdL          | 0+1             | 0+1             |                    | -                  | -                  |             | -           | -           | 36     | 10     |        |
| Totale Bourg-en-Bresse | Totale Bourg-en-Bresse | Totale Bourg-en-Bresse | 104        | 21         |                 | 9               | 2               |                    | -                  | -                  |             | -           | -           | 113    | 23     |        |
| 2017-2018              | Brest 2                | N3                     | 1          | 0          |                 | -               | -               |                    | -                  | -                  |             | -           | -           | 1      | 0      |        |
| 2017-2018              | Brest                  | L2                     | 30         | 6          | CF+CdL          | 2+1             | 1+0             |                    | -                  | -                  |             | -           | -           | 33     | 7      |        |
| 2018-gen. 2019         | Troyes                 | L2                     | 7          | 0          | CF+CdL          | 1+3             | 0               |                    | -                  | -                  |             | -           | -           | 11     | 0      |        |
| gen.-giu. 2019         | Clermont Foot          | L2                     | 18         | 2          | CF+CdL          | 0               | 0               |                    | -                  | -                  |             | -           | -           | 18     | 2      |        |
| 2019-2020              | Clermont Foot          | L2                     | 23         | 4          | CF+CdL          | 1+0             | 0               |                    | -                  | -                  |             | -           | -           | 24     | 4      |        |
| 2020-2021              | Clermont Foot          | L2                     | 37         | 6          | CF              | 1               | 0               |                    | -                  | -                  |             | -           | -           | 38     | 6      |        |
| 2021-2022              | Clermont Foot          | L1                     | 1          | 0          | CF              | 0               | 0               |                    | -                  | -                  |             | -           | -           | 1      | 0      |        |
| Totale Clermont Foot   | Totale Clermont Foot   | Totale Clermont Foot   | 79         | 12         |                 | 2               | 0               |                    | -                  | -                  |             | -           | -           | 81     | 12     |        |
| Totale carriera        | Totale carriera        | Totale carriera        | 332        | 71         |                 | 26              | 5               |                    | -                  | -                  |             | -           | -           | 358    | 76     |        |